# Office lady
Pour les articles homonymes, voir OL.
 (juillet 2009).
Si vous disposez d'ouvrages ou d'articles de référence ou si vous connaissez des sites web de qualité traitant du thème abordé ici, merci de compléter l'article en donnant les références utiles à sa vérifiabilité et en les liant à la section « Notes et références ».

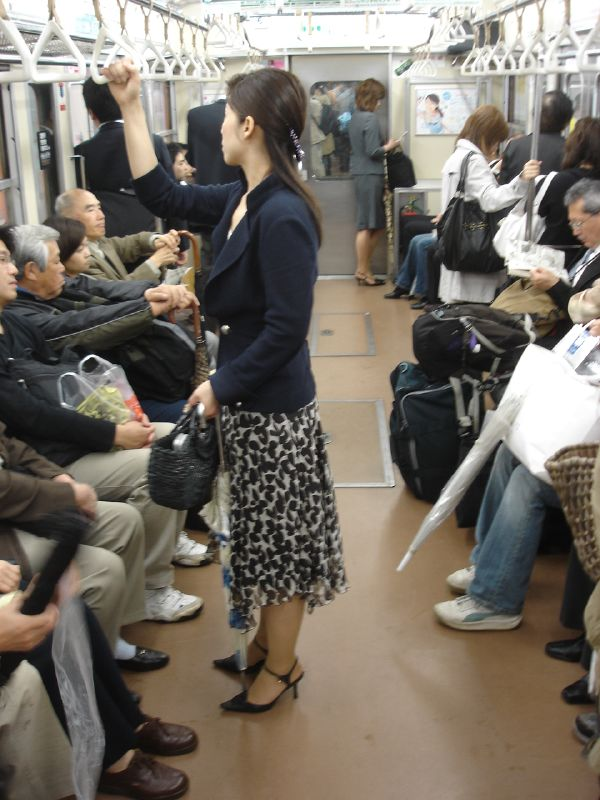
Une office lady dans le métro à Tokyo

Une office lady, terme souvent abrégé en OL (オーエル, ōeru), est une femme active japonaise effectuant des tâches de bureau à bas niveau de responsabilité, telles que servir le thé, faire du travail de secrétariat ou d'accueil.
L’OL originelle doit être distinguée des employées à part entière shokuin (職員) apparues progressivement ces vingt ou trente dernières années qui, elles, ambitionnent de faire carrière dans leur entreprise. L'existence des OL est en effet un produit des conceptions « traditionnelles » selon lesquelles, pour une femme, le mariage est une étape nécessaire et c’est lui qui détermine sa profession : maîtresse de maison ou employée de l’entreprise, du commerce familial de son mari le cas échéant ; tout autre emploi ne peut être que provisoire. La règle tacite était qu’une femme devait quitter son travail après le mariage, car elle devenait moins efficace, ne pouvant se consacrer pleinement à deux tâches ; on ne lui confiait donc que des tâches mineures. Bien entendu, le mariage n’arrive pas toujours et les OL célibataires, vivant généralement encore avec leurs parents à l'âge adulte ne manquent pas, de même que celles qui « s’incrustent », devenant des employées de longue durée travaillant à plein temps, mais avec peu d'opportunité de promotion.
OL fut jusqu'au milieu des années 1970 pratiquement le seul statut offert aux femmes dans les entreprises, mais le monde du travail au Japon a évolué[réf. nécessaire]. De plus en plus de Japonaises poursuivent de longues études, notamment à l'étranger, et ambitionnent d’avoir une carrière professionnelle. Par ailleurs, on observe l'apparition progressive de créatrices d'entreprise, celles-ci pouvant avoir tendance à choisir plus facilement des femmes que les entreprises traditionnelles en place, conservatrices, et dominées par les hommes.

## Représentations
- Les mangas et animes josei utilisent souvent le stéréotype de l'OL, sous les traits de femmes intelligentes et mélancoliques, lassées de leur travail, surexploitées par leurs familles et faisant face à des difficultés psychologiques, bien que généralement physiquement attirantes. Le manga (et son adaptation anime) Ebichu, par exemple, met en scène une OL (elle est désignée ainsi dans la série et reste anonyme) cherchant à se marier avant ses 25 ans, tandis que les héroïnes guerrières Linna Yamazaki de Bubblegum Crisis: Tokyo 2040 et Arisa et Kyōko d'All Purpose Cultural Cat Girl Nuku Nuku travaillent de jour en tant qu'office ladies.
- Stupeur et tremblements, roman autobiographique d'Amélie Nothomb, où le lecteur assiste à la dégringolade des attributions du personnage.